# Слупи-Дуже
Слупи-Дуже (пол. Słupy Duże) — село в Польщі, у гміні Бондково Александровського повіту Куявсько-Поморського воєводства.
Населення — 152 особи (2011).
У 1975-1998 роках село належало до Влоцлавського воєводства.

## Демографія
Демографічна структура станом на 31 березня 2011 року:
|          | Загалом | Допрацездатний вік | Працездатний вік | Постпрацездатний вік |
| -------- | ------- | ------------------ | ---------------- | -------------------- |
| Чоловіки | 82      | 20                 | 55               | 7                    |
| Жінки    | 70      | 9                  | 39               | 22                   |
| Разом    | 152     | 29                 | 94               | 29                   |